# لويس بيلي
السير لويس بيلي عضو برلمان عن حزب المحافظين والمقيم السياسي البريطاني في الخليج العربي بين عامي 1862-1873 و ضابط في شركة الهند الشرقية.

## سيرته
ولد في عام 1825، ودرس في إنجلترا، وبعد أن أتم تعليمه التحق بالقوات المسلحة لحكومة الهند البريطانية في بومباي

## الهوامش
1. ↑  Hansard 1803–2005 (بالإنجليزية), QID:Q19204319
2. ↑  Hansard 1803–2005 (بالإنجليزية), QID:Q19204319
3. ↑  "معلومات عن لويس بيلي على موقع catalogue.bnf.fr". catalogue.bnf.fr. مؤرشف من الأصل في 2019-08-31.
4. ↑  "معلومات عن لويس بيلي على موقع idref.fr". idref.fr. مؤرشف من الأصل في 2017-02-15.
5. ↑  "معلومات عن لويس بيلي على موقع viaf.org". viaf.org. مؤرشف من الأصل في 2019-05-27.